# Puente de Verrazano-Narrows
El puente de Verrazano-Narrows es un puente colgante que conecta los distritos de Staten Island y Brooklyn en la ciudad de Nueva York a través de the Narrows, el estrecho que conecta las partes superior e inferior de la bahía de Nueva York. Su nombre deriva del explorador italiano Giovanni da Verrazzano, el primer navegante europeo que se sabe entró en la bahía de Nueva York y el río Hudson. Es obra del ingeniero civil Othmar Ammann.
La longitud de su tramo central es de 1298 m, lo que lo convirtió en el puente colgante más largo del mundo desde el término de su construcción en 1964 hasta 1981. Hoy ocupa el séptimo puesto entre los puentes colgantes más largos del mundo, pero todavía continúa siendo el más largo de los Estados Unidos. Sus altas torres pueden ser vistas desde gran parte del área metropolitana de Nueva York, incluyendo zonas de los 5 distritos de la ciudad. El puente constituye un nexo crítico en el sistema vial local y regional. Es ampliamente conocido como el punto de partida de la Maratón de la Ciudad de Nueva York y también por algunas secuencias dramáticas de la película Saturday Night Fever. La mayor parte del tráfico marítimo con destino a los puertos de Nueva York y Nueva Jersey debe pasar bajo el puente.

## Descripción

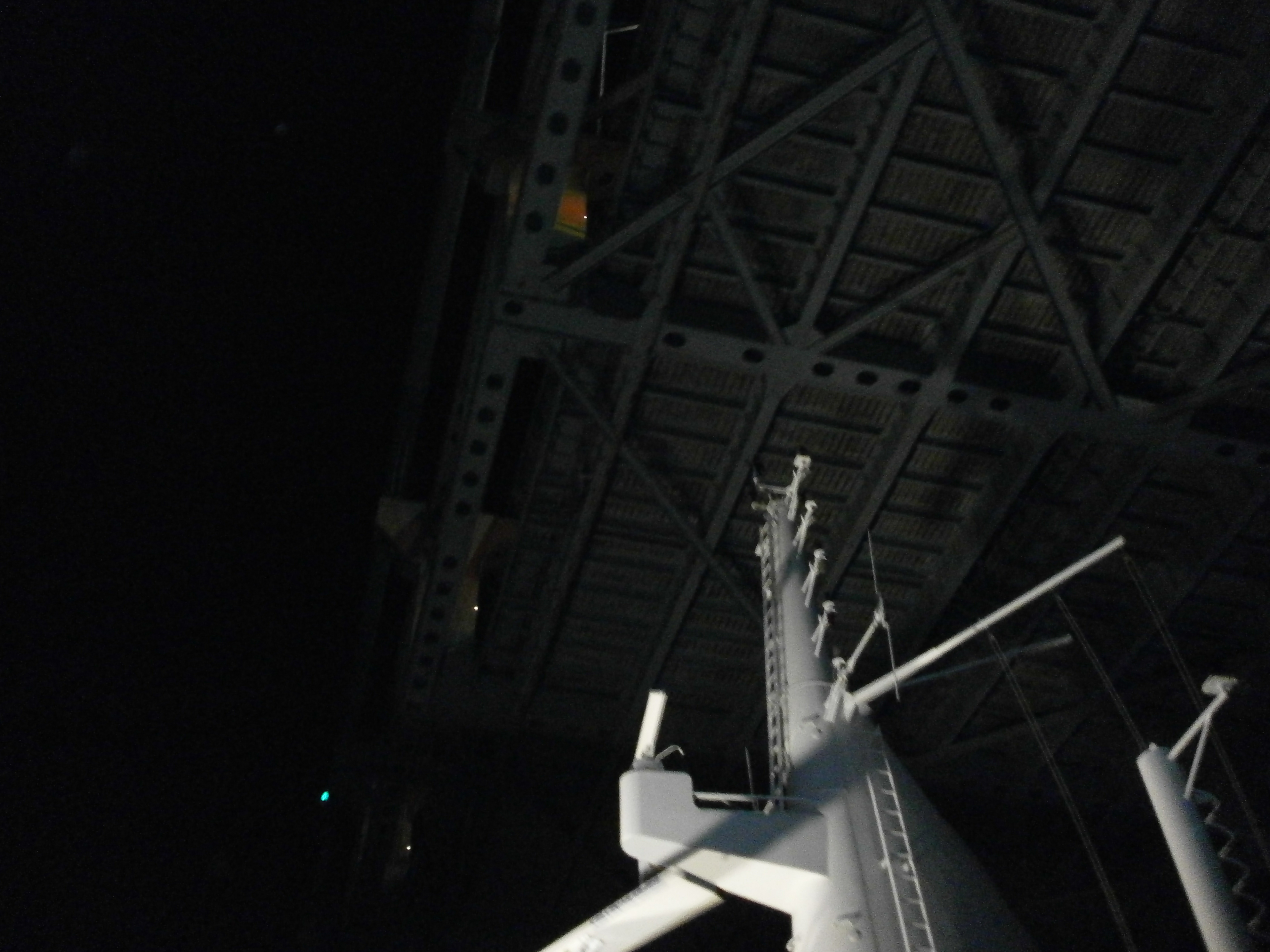
Mástil de radar del Queen Mary 2 pasando bajo el puente Verrazzano, mostrando que hay suficiente espacio libre para el barco debajo del tramo.

El puente Verrazzano-Narrows es propiedad de los tenedores de bonos de Triborough Bridge and Tunnel Authority, quienes financiaron su construcción. Su operación está a cargo de la TBTA, una agencia afiliada a la MTA, que utiliza el nombre comercial MTA Bridges and Tunnels. El puente soporta la Interestatal 278, que continúa hacia la autopista Staten Island Expressway al oeste y la autopista Gowanus al noreste. El Verrazzano, en combinación con el puente Goethals y la autopista Staten Island Expressway, creó una nueva vía para que los viajeros y trabajadores llegaran a Brooklyn, Long Island y Manhattan en coche desde Nueva Jersey.

### Cubierta
En el momento de su inauguración, el puente Verrazzano-Narrows era el puente colgante más largo del mundo; su tramo central de 4260 pies, entre las dos torres de suspensión, era 60 pies (18,3 m) más largo que el tramo central del puente Golden Gate.: 5 : 138  A pesar de ser solo un poco más largo que el puente Golden Gate, el puente Verrazzano-Narrows podía soportar una carga un 75% mayor que el anterior.: 138  En 1981, el puente Verrazzano fue superado por el puente Humber en Inglaterra, que tiene un tramo central de 4626 pies (1410,0 m), como el puente colgante más largo del mundo.
Los niveles superior e inferior están sostenidos por cerchas debajo de cada calzada, que refuerzan el puente contra la presión vertical, torsional y lateral.: 141  También hay cerchas laterales a ambos lados del nivel inferior. El anclaje en el lado de Staten Island contiene una instalación para calentar cenizas que se utilizan para descongelar el tablero del puente durante el invierno.: 148 
Debido a la expansión térmica de los cables de acero, la altura de la calzada superior es 12 pies (3,66 m) menor en verano que en invierno.: 138  The Narrows es el único punto de entrada para grandes cruceros y portacontenedores que atracan en la ciudad de Nueva York. Por lo tanto, deben construirse para acomodar el espacio libre debajo del puente. En la pleamar media, ese espacio libre es de 228 pies (69,5 m). El RMS Queen Mary 2, uno de estos buques construido según las especificaciones del puente Verrazzano-Narrows, fue diseñado con un embudo más plano para pasar por debajo del puente y tiene 13 pies (3,96 m) de espacio libre debajo del puente durante la marea alta.

### Torres y cables
Cada una de las dos torres de suspensión contiene alrededor de 1 millón de pernos y 3 millones de remaches. Las torres contienen un total combinado de 1 265 000 toneladas cortas (1 129 464,5 LT) de metal, más del triple de las 365 000 toneladas cortas (325 892,9 LT) de metal utilizadas en el Empire State Building.: 141  Debido a la altura de las torres (211 m) y su distancia entre sí (1298 m), se tuvo que tener en cuenta la curvatura de la superficie terrestre al diseñar el puente. Las torres no son paralelas entre sí, sino que son 1+5/8 plg (41,275 mm) más separadas en sus cimas que en sus bases.: 138 : 752  Cuando se construyeron, las torres colgantes del puente eran las estructuras más altas de la ciudad de Nueva York fuera de Manhattan. Las torres no utilizan arriostramientos transversales, a diferencia de puentes colgantes similares; en su lugar, hay puntales arqueados cerca de la cima de cada torre y debajo del tablero inferior. En la base de cada torre hay un pedestal de hormigón y granito, que descansa sobre un cajón de 129 por 229 metros (423,2 por 751,3 pies) de ancho.
La torre oeste está a 300 pies (91,4 m) de la costa de Staten Island, mientras que la torre este está a 700 pies (213,4 m) de la costa de Brooklyn. El puente Verrazzano-Narrows está clasificado como un puente de fractura crítica, lo que lo hace vulnerable a un colapso si partes de las torres costa afuera fallaran. Según los funcionarios de la MTA, las pilas de rocas (conocidas como escollera) alrededor de las bases de las torres harían que un barco varara antes de que pudiera chocar con una torre. El diámetro de cada uno de los cuatro cables de suspensión principales es de 36 plg (914 mm). Cada cable principal está compuesto por 26 108 alambres que suman un total de 142 520 mi (229 363 km) de longitud.
Numerosas aves anidan o se posan en el puente, destacando los halcones peregrinos en época de cría. Los halcones anidan en la cima de las torres del puente Verrazzano-Narrows, así como en los puentes Throgs Neck y Marine Parkway. Dado que los halcones están en peligro de extinción, la ciudad les coloca anillos a cada ave y examina sus sitios de anidación cada año. Los halcones fueron descubiertos en la cima del puente Verrazzano en 1983, aunque habían comenzado a reproducirse allí varios años antes.
| Predecesor: Puente Golden Gate (San Francisco, USA) | Puente con el vano más largo del mundo 1964-1981 | Sucesor: Puente Humber (Río Humber, UK) |